# أمجد ناصر
يحيى النميري النعيمات ويشتهر باسم أمجد ناصر (1955 - 31 أكتوبر 2019) هو أديب وشاعر أردني أقام بلندن، كان يعمل في صحيفة القدس العربي في لندن منذ صدورها عام 1989. يعتبر من رواد الحداثة الشعرية وقصيدة النثر. صدر أول ديوان شعري له في عام 1997 بعنوان (مديح لمقهى آخر). توفي في 31 أكتوبر 2019 بعد صراع مع المرض، وقد ناهز 64 عام.

## نشأته
ولد يحيى النميري النعيمات المعروف باسم «أمجد ناصر» في الطرة شمال الأردن عام 1955، وهو الابن البكر لعائلة بدوية يحترف أفرادها العمل العسكري. بدأ كتابة الشعر والانفتاح على الحياة السياسية في الأردن والعالم العربي في المرحلة الثانوية، وبحكم إقامته في الزرقاء، تأثر بوضع النازحين الفلسطينيين وأعجب بالعمل الفدائي الفلسطيني الذي انضم إليه بعد تخرجه من الثانوية.
عمل في التلفزيون الأردني والصحافة في مدينة عمان نحو عامين ثم غادر إلى لبنان عام 1977 بعد أزمة سياسية تتعلق بالتنظيم الذي كان منضويا فيه، حزب الشعب الثوري الأردني، والتحق في لبنان بإحدى القواعد الفدائية الفلسطينية، محاولا في الأثناء مواصلة دراسته الجامعية في جامعة بيروت العربية لكنه سرعان ما ترك الدراسة ليتفرغ للعمل الإعلامي والثقافي في الاعلام الفلسطيني فعمل محررا للصفحات الثقافية في مجلة "الهدف" التي أسسها الشهيد غسان كنفاني وبقي فيها حتى الاجتياح الإسرائيلي وحصار بيروت صيف عام 1982، حيث انضم في فترة الحصار إلى الإذاعة الفلسطينية. التحق أمجد ناصر في اطار عمله السياسي بـ «معهد الاشتراكية العلمية» في عدن حيث درس العلوم السياسية في جمهورية اليمن الديموقراطية الشعبية في عهد عبد الفتاح إسماعيل.
أصدر مجموعته الشعرية الأولى «مديح لمقهى آخر» عام 1979 بتقديم من الشاعر العراقي سعدي يوسف ولاقت صدى نقديا لافتا في الصحافة اللبنانية والعربية، واعتبرها النقاد بشارة على ولادة شاعر ذي صوت وعالم خاصين. رغم أنضوائه السياسي والايدولوجي في صفوف اليسار إلا أن قصيدته ظلت بمنأى عن الشعارية السياسية فعملت على الاحتفاء باليومي والتفصيلي والحسي أكثر من احتفائها بالسياسي المباشر. وقد ظلت هذه الميزة تطبع شعر أمجد ناصر إلى وقت طويل.

## الانتقال إلى قصيدة النثر
كان من أوائل الشعراء الشبان الذين انتقلوا إلى كتابة ما يسمى «قصيدة النثر» بعد تجربة مميزة في كتابة قصيدة التفعيلة، فبدءا من عمله الشعري الثاني «منذ جلعاد» (1981) واصل أمجد ناصر، الذي وصفه سعدي يوسف بأنه «عرار» الأردن الجديد، كتابة هذه القصيدة حيث أعطاها خصوصية عربية كانت تفتقد إليها في عمله الثالث «رعاة العزلة» (1986)، حسب قول الناقد صبحي حديدي، فقد اختط الشاعر الأردني الشاب طريقا خاصا به على هذا الصعيد وتمكن من استضافة موضوعات بدا انها غير ممكنة في هذه القصيدة كما يلوح ذلك في عمله الشعري «سُرَّ من رآكِ» (1994) الذي يعتبر الأول من نوعه في شعرية الحب العربية الحديثة بحسب وصف عدد من النقاد العرب، فقد رأى فيه الناقد العراقي حاتم الصكر «احياء حديثا لديوان الغزل العربي»، إضافة إلى عمله «مرتقى الأنفاس» (1997) الذي تناول فيه، على نحو بانورامي وذي نفس غنائي ملحمي، مأساة أبي عبد الله الصغير آخر ملوك العرب في الأندلس.
وفي عمله الشعري الأخير «حياة كسرد متقطع» (2004) يختط أمجد ناصر طريقا جديدة في قصيدة النثر العربية ويصل بالشعر إلى حدود سردية غير مسبوقة من دون أن تتخلى القصيدة عن توترها الشعري الثاوي في أعماق النص، وقد لاقى هذا العمل ردود فعل عديدة في الحياة الشعرية العربية بين مرحب بهذه الانفتاحة الجريئة على السرد وطرائق النثر وبين من اعتبر أن جرعة النثرية فيه أكبر من أن تتحملها القصيدة، ولكن تظل اطروحة أمجد ناصر في هذا الكتاب اقتراحا جماليا جديدا يثير سجالا في ساحة شعرية عربية يكاد ينعدم فيها، الآن، السجال على قضايا الشكل والمضمون، وهذا ما أكد عليه الشاعر والناقد اللبناني عباس بيضون في حواره مع أمجد ناصر بعد صدور الكتاب.
انتقل أمجد ناصر من بيروت بعد حصارها عام 1982 إلى قبرص حيث واصل العمل في اطار الاعلام الفلسطيني، ثم انتقل بعدها إلى لندن عام 1987 ليعمل في صحافتها العربية، وشارك عام 1989 في تأسيس صحيفة القدس العربي وأشرف على قسمها الثقافي حتى وفاته.

## اعتراف بتميزه وتقدير دولي
ترجم بعض أعماله إلى اللغة الفرنسية والإيطالية والإسبانية والألمانية والهولندية والإنكليزية، وشارك في عدد كبير من المهرجانات الشعرية العربية والدولية كمهرجان الشعر العربي في القاهرة ومهرجان جرش في الأردن الذي أشرف على القسم الدولي فيه، إضافة إلى مهرجان لندن العالمي للشعر الذي كان أول شاعر عربي يقرأ في امسيته الافتتاحية ومهرجان روتردام العالمي للشعر ومهرجان مدايين في كولومبيا، إضافة إلى مشاركته في لجان تحكيم جوائز عربية ودولية في الأدب والصحافة ك جائزة عبد المحسن القطان الأدبية وجائزة «الروبرتاج الادبي» التي تمنحها المجلة الألمانية المرموقة «لتر» وقد أصدر ثماني مجموعات شعرية وكتابين في أدب الرحلة الذي يعتبر من أوائل المثقفين العرب المعاصرين اهتماما بهذا الجنس الكتابي وكتابة فيه، ونال في نهاية عام 2006 جائزة محمد الماغوط للشعر، كما استهلم أعماله تشكيليا بعض الفنانين العرب من أمثال ضياء العزاوي وفوزي الدليمي وحكيم جماعين وصدرت استلهاماتهم هذه في كتب فنية. مُنح وسام القدس للثقافة والفنون والآداب في العام 2019.
حقق عنه أكثر من برنامج وثائقي تلفزيوني أبرزها الفيلم الذي انتجه التلفزيون الأردني بعنوان «سندباد بري» لمناسبة اختيار عمان عاصمة للثقافة العربية عام 2002، وما انتجته «قناة العربية» في اطار برنامج «روافد» وبثته على حلقتين.
كتب عن تجربة أمجد ناصر عدد كبير من النقاد والشعراء العرب من أمثال: أدونيس، صبحي حديدي، حاتم الصكر، كمال أبو ديب، صبري حافظ، عباس بيضون، حسين بن حمزة، محمد بدوي، رشيد يحياوي، قاسم حداد، فخري صالح، محمد علي شمس الدين، شوقي بزيع، محسن جاسم الموسوي، رجاء بن سلامة، فتحي عبد الله، حلمي سالم، وصدر بعض هذه النقود في عددين احتفائيين من مجلة «الشعراء» الفلسطينية و«أفكار» الأردنية كرسا لتجربته الشعرية.

## أعماله
لأمجد ناصر ثماني مجموعات شعرية، ورواية واحدة، وقد صدرت أعماله الشعرية في مجلد واحد عن المؤسسة العربية للدراسات والنشر عام 2002:
- «مديح لمقهى آخر» بيروت 1979
- «منذ جلعاد كان يصعد الجبل»، بيروت 1981
- «رعاة العزلة»، عمان 1986
- «وصول الغرباء»، لندن، الطبعة الأولى، 1990
- «سُرَّ من رآك»، لندن، 1994
- «أثر العابر»، - مختارات شعرية - القاهرة 1995
- «خبط الاجنحة» - رحلات -، لندن، بيروت 1996
- «مرتقى الأنفاس»، بيروت 1997
- «وحيدا كذئب الفرزدق» دمشق 2008
- «حيث لا تسقط الأمطار» - رواية - 2010
- «حياة كسرد متقطع» - شعر - بيروت لبنان 2004.
- هنا الوردة" - رواية - 2017
- في بلاد ماركيز" - كتاب رحلات صدر الكتاب هدية مع مجلة دبي الثقافية الصادرة عن دار الصدى في دبي عام 2012

## من قصائده
- ثلاث قصائد (YouTube) على يوتيوب

## وصلات خارجية
- أمجد ناصر على موقع أرشيف الشارخ.
- مقابلة وثائقية مع أمجد ناصر / قناة العربية